# Ernest Dagonet
Ernest Dagonet, né le 4 mai 1856 à Châlons-en-Champagne où il est mort le 30 juillet 1926, est un sculpteur français.

## Biographie
Ernest Dagonet vient à Paris en 1881. Auteur d’œuvres en bronze, quelques-unes à caractère animalier, Dagonet est également portraitiste, mais n’a pas négligé de sculpter des sujets religieux, historiques et allégoriques.
En 1886, il obtient une mention honorable, au Salon des artistes français, pour un Christ au tombeau, aujourd’hui au musée de Saint-Dizier. À l'Exposition universelle de Paris de 1889, il reçoit une médaille de bronze puis en 1890, au Salon des artistes français, une médaille de 3e classe. En 1890, sa statue en marbre la Nuit Pleine est acquise par l’État et placée au Palais du Sénat. 
En 1895, il reçoit une médaille de bronze, pour son Ève en marbre, actuellement au musée du Luxembourg. L'année suivante, il obtient une médaille de 2e classe à l’Exposition internationale de Bruxelles puis une médaille d'argent à l'Exposition universelle de 1900. On lui doit la tombe de Greuze au cimetière de Montmartre.
Il avait épousé la fille de Moreau-Vauthier en 1885.

## Œuvres

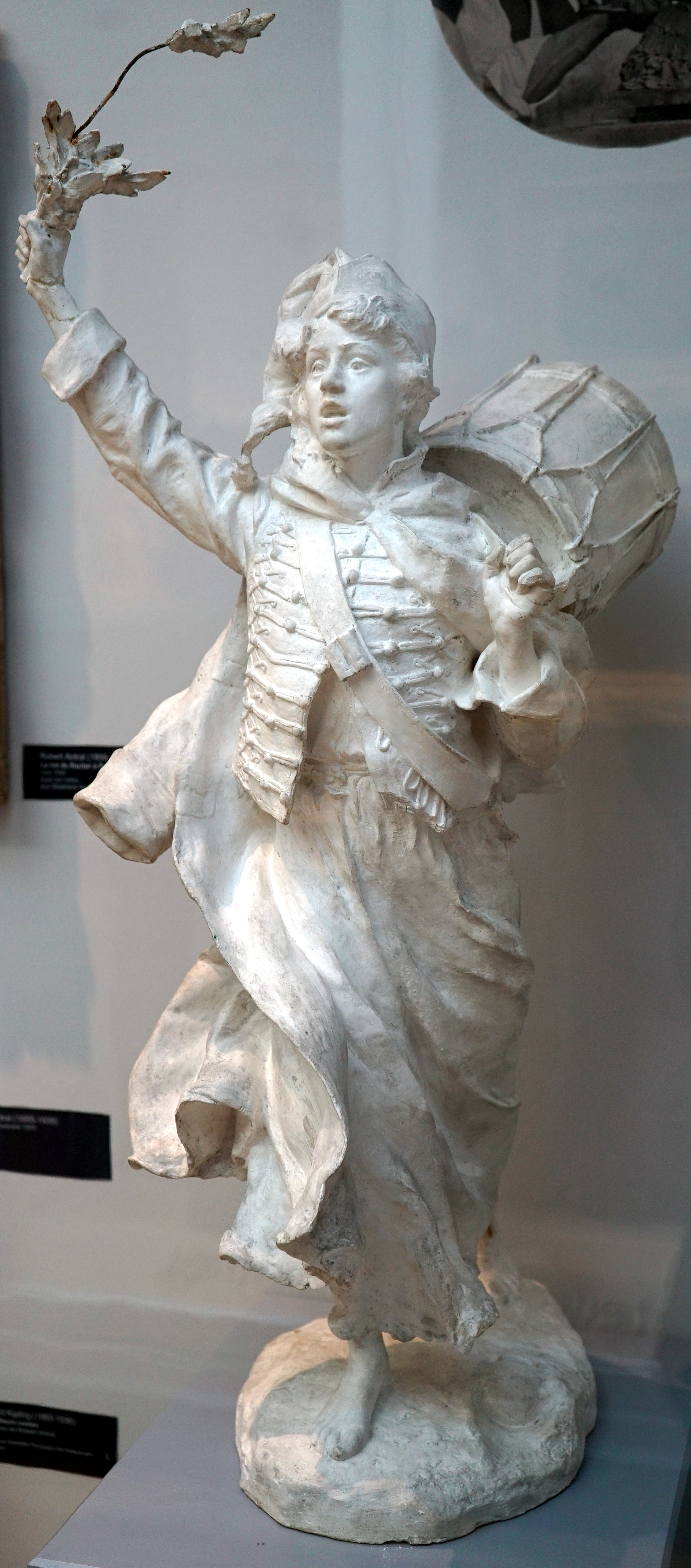
La Marseillaise,
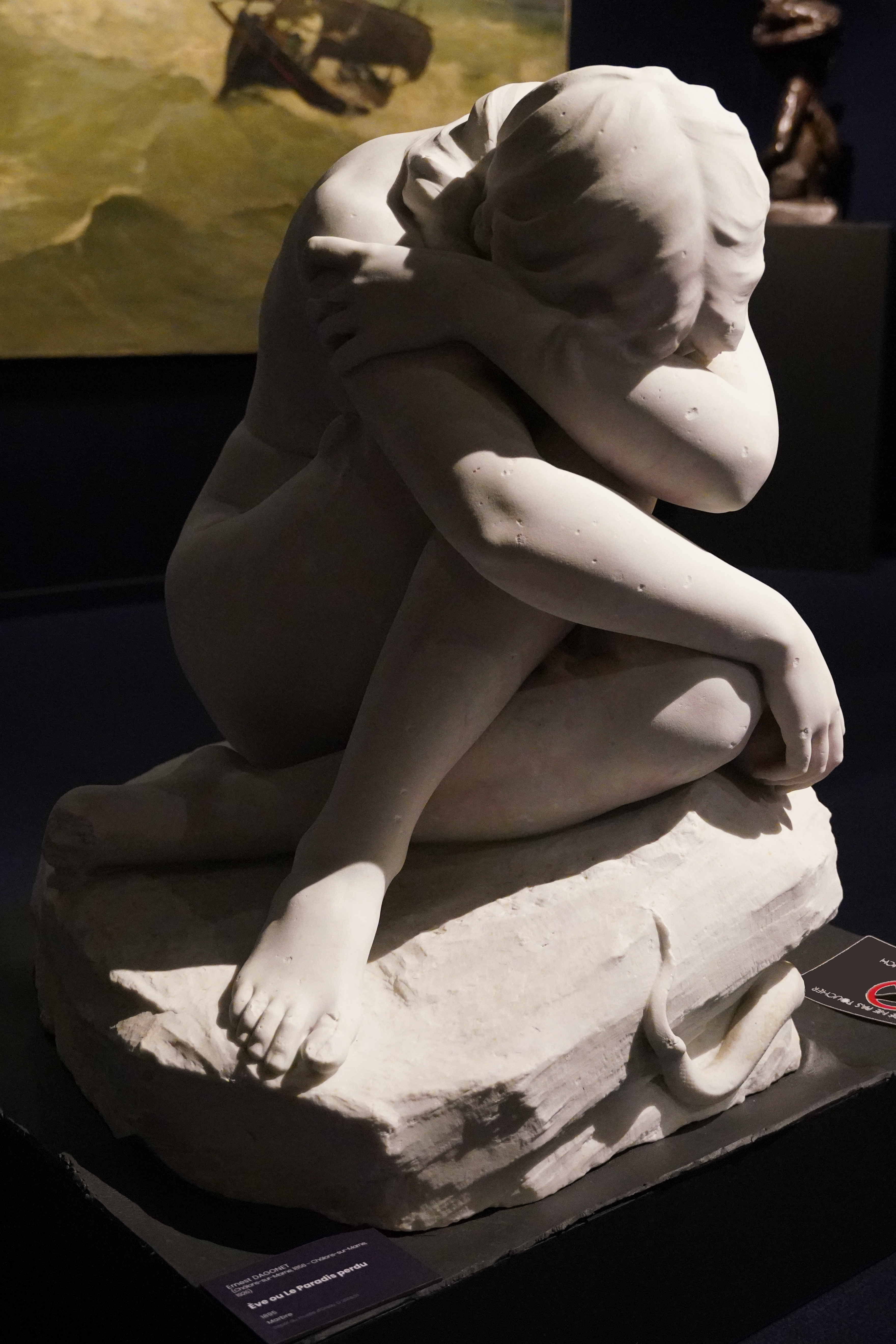
et Ève Musée des Beaux-Arts et d'Archéologie de Châlons-en-Champagne.
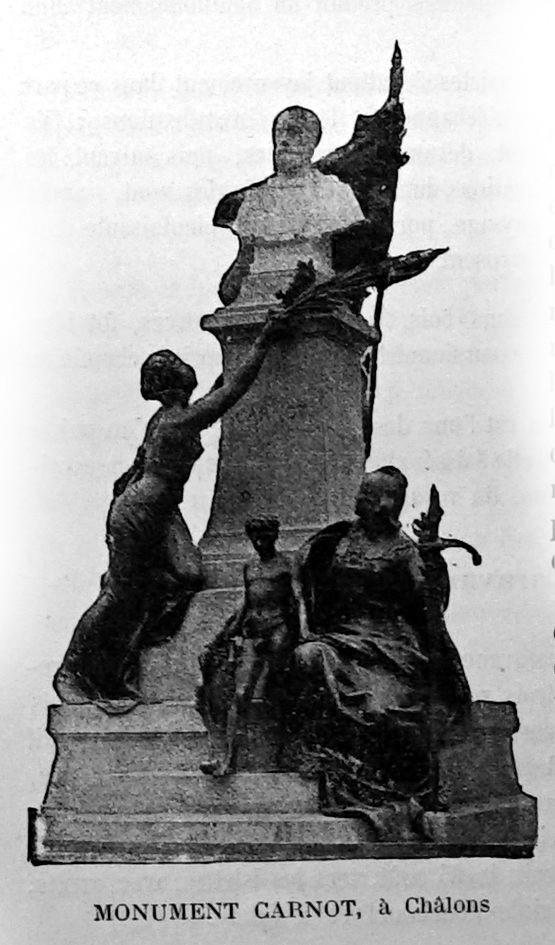
Monument à Carnot de Châlons, disparu.
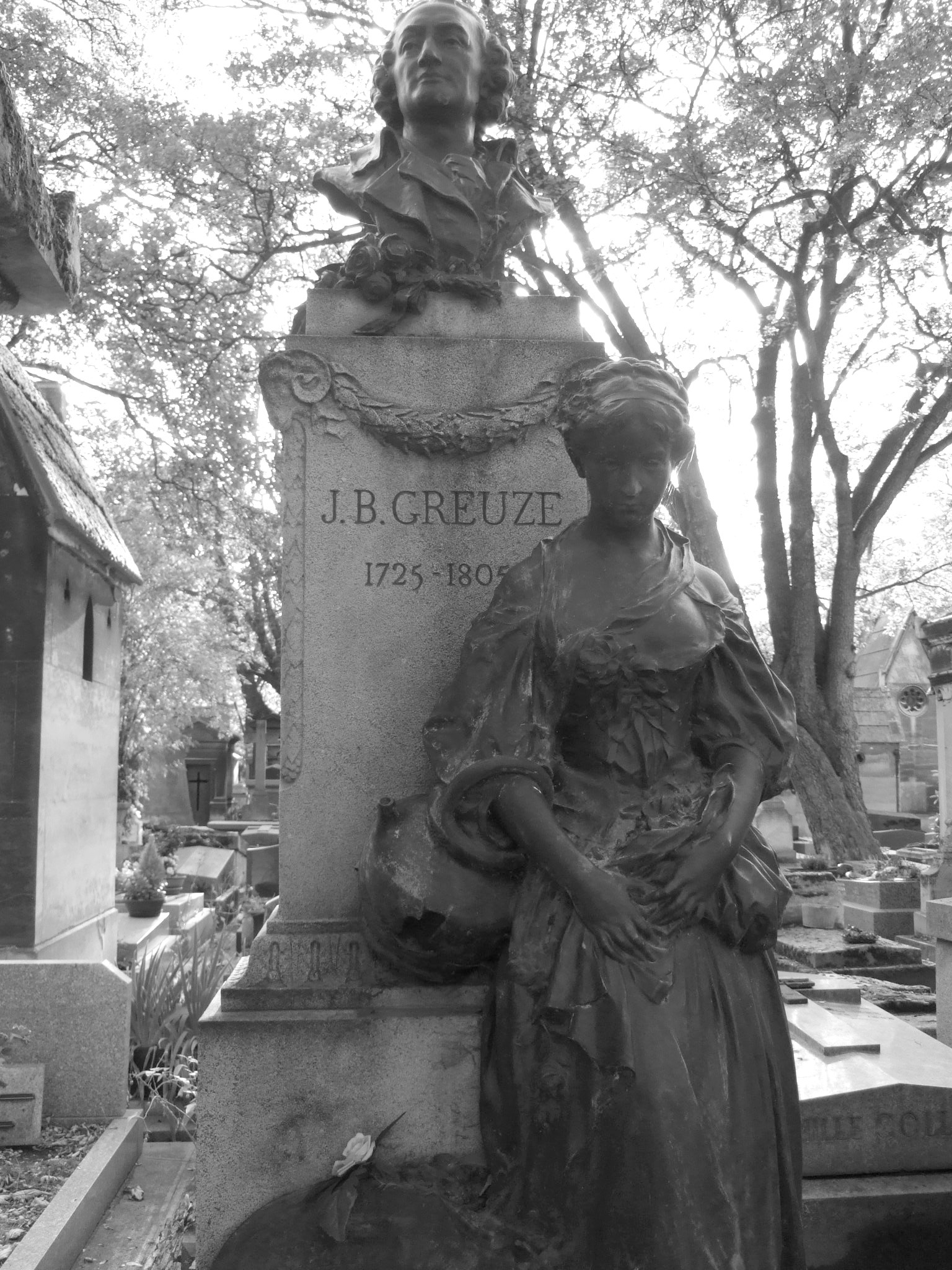
tombe de Greuze,
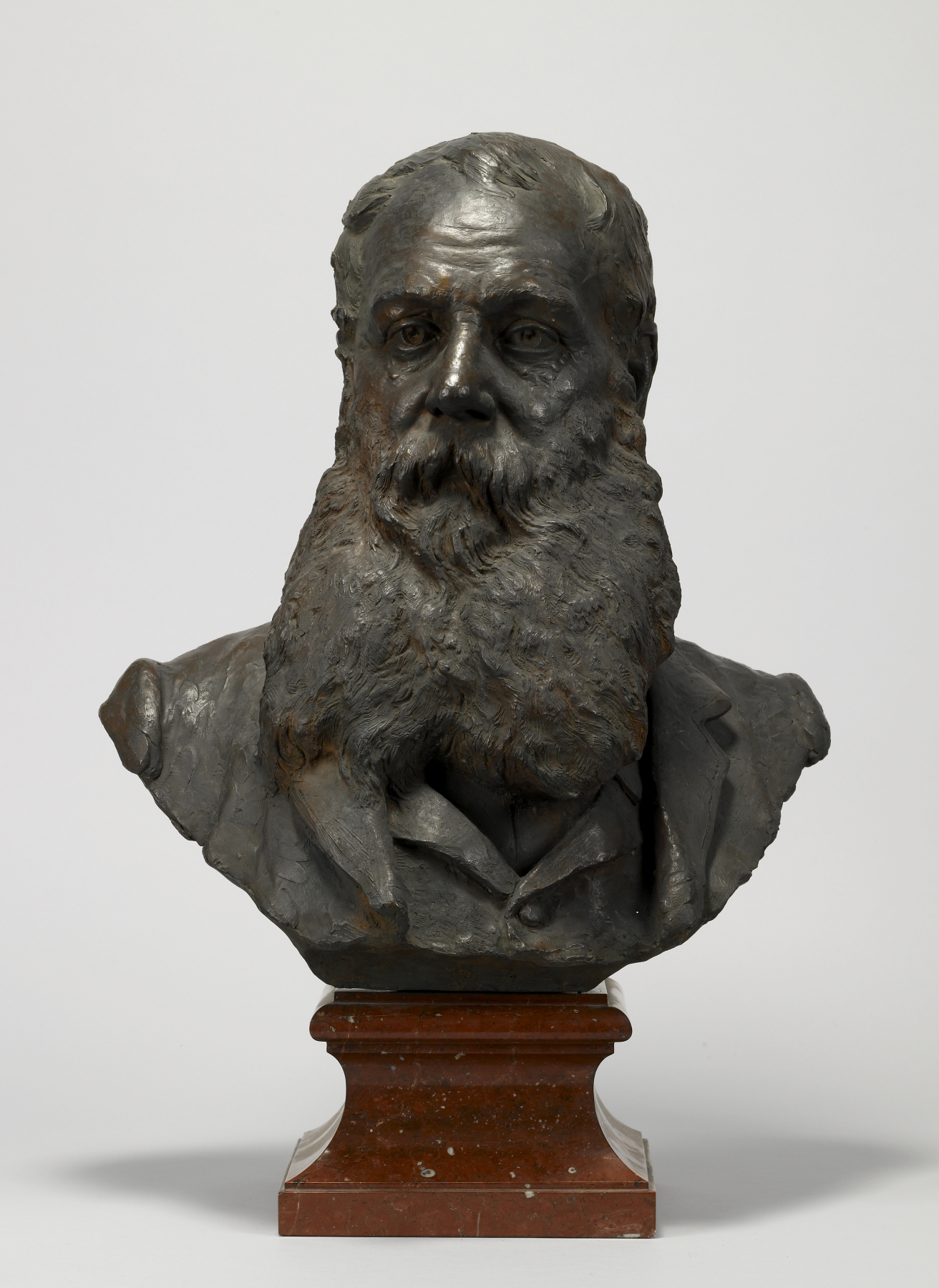
buste de George A. Lucas,
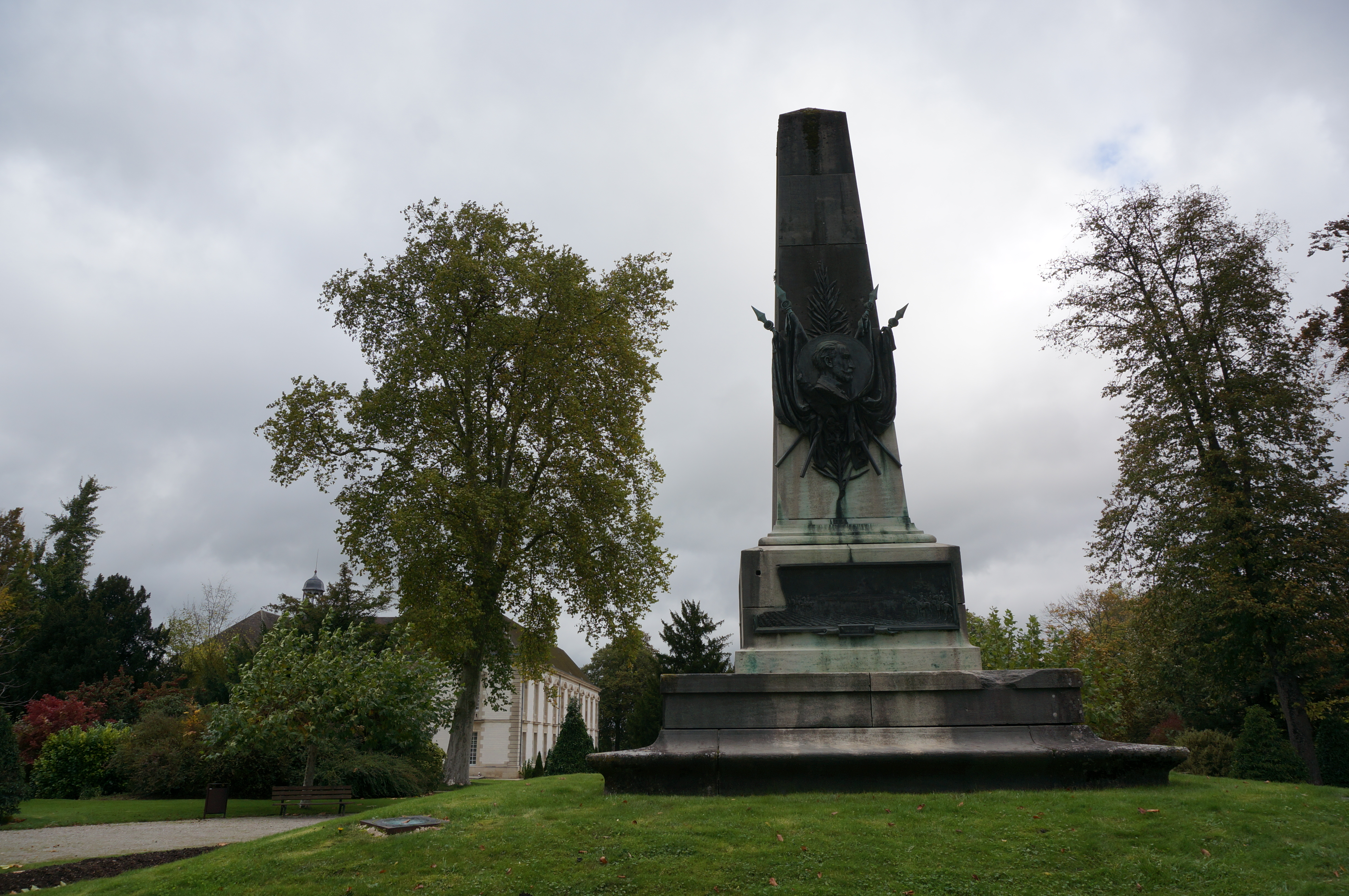
Colonne à Sadi-Carnot de Vitry-le-François,